# Stipa araxensis
Stipa araxensis är en gräsart som beskrevs av Aleksandr Alfonsovitj Grossgejm. Stipa araxensis ingår i släktet fjädergrässläktet, och familjen gräs. Inga underarter finns listade i Catalogue of Life.